# Marcel Trudel
Pour les articles homonymes, voir Trudel.
Marcel Trudel, né le 29 mai 1917 à Saint-Narcisse et mort le 11 janvier 2011 à Longueuil, est un historien canadien, professeur chercheur sur la Nouvelle-France et sur l'esclavage au Canada, auteur d'environ cinquante livres, la plupart étant des ouvrages de référence. Il est une figure importante de l'École de Laval. 

## Biographie
Marcel Trudel est né à Saint-Narcisse-de-Champlain, au nord-est de Trois-Rivières, neuvième des onze enfants d'Hermyle Trudel (menuisier) et d'Antoinette Cossette, Il n'a que cinq ans lorsque sa mère décède: les enfants sont répartis dans la parenté ou le voisinage. Il est alors adopté par Théodore Baril et Mary Trépanier. (Il créera, en 1999, une bourse d'études à leur nom : la « bourse Théodore-Baril-Mary-Trépanier », dite « Bourse Baril-Trépanier », pour aider chaque année un jeune originaire de son village natal à poursuivre des études supérieures.) Ses parents adoptifs voudraient le voir prêtre, mais après cinq mois passés au Grand séminaire de Trois-Rivières, il ne peut se résigner à cette idée.
Il aimerait faire carrière dans l'enseignement des langues ou en littérature. En 1941, il obtient une licence ès lettres de l'Université Laval. De 1941 à 1945, il enseigne le français, le latin et le grec ancien au Collège Bourget à Rigaud. Il y retrouve un ami d'enfance, du même âge (né exactement 2 jours avant lui à Saint-Narcisse), Léonce Jacob, musicien qui s'est fait prêtre et membre de la communauté dirigeant ce collège (des « clercs de Saint-Viateur »).
« Il veut devenir romancier, il devient historien » : il publie Vézine : roman, en 1946, qui tout de suite reçoit le prestigieux « prix David ». Sa thèse de doctorat ès lettres, intitulée L'influence de Voltaire au Canada, fait l'objet de controverses durant plus de 60 ans. Il va consacrer sa vie entière à « réécrire » l'histoire de la Nouvelle-France : il veut expurger les livres et manuels d'histoire, de vision empirique, patriotique et pieuse.
Marcel Trudel épouse en 1942 Anne Chrétien, de Saint-Damase-de-l'Islet, où il a fait des recherches sur Charles Chiniquy. Ils auront trois enfants: Jeanne, Madeleine et Marc. Ils divorcent vingt-six ans plus tard. Trudel se remarie en 1970 avec l'historienne Micheline D'Allaire, spécialiste des communautés religieuses féminines de la Nouvelle-France, qui restera sa plus proche collaboratrice après leur divorce. Micheline D'Allaire épousera ensuite en 1993 l'homme politique et diplomate Michel Dupuy,.

### Professeur à Québec
Sa méthode de recherche est influencée par le père Georges-Henri Lévesque (1903-2000), doyen de la Faculté, à l'Université Laval, qui y fonde en 1938 l'École des sciences sociales. Chez les historiens québécois, Trudel est à la tête de l'École de Laval, qui attribue le retard des Canadiens français au nationalisme et au cléricalisme, au lieu de mettre l'accent, comme le fait l'École historique de Montréal, sur la domination britannique à la suite de la conquête du territoire canadien. De 1945 à 1947, Marcel Trudel fait un stage postdoctoral d'étude et de recherche à l'Université Harvard, et il revient à l'Université Laval comme professeur d'histoire au nouvel Institut d'histoire et de géographie, qui vient d'y être fondé et qu'il est chargé d'organiser. Il en est secrétaire jusqu'en 1954, puis directeur jusqu'en 1964. Il assume aussi, de 1952 à 1958, la charge de secrétaire de la Faculté des lettres.
Ses recherches sur l'esclavage en Nouvelle-France font de lui une figure de pionnier en la matière. Ses positions laïques lui attirent les foudres des autorités religieuses, ce qui l'amène à quitter l'Université Laval.
Un incendie survenu le 8 septembre 1965, durant son déménagement vers la capitale fédérale, a détruit une bonne partie de sa bibliothèque, ses archives personnelles, de la documentation, des cartes anciennes et des documents historiques accumulés depuis vingt-cinq ans.
À partir des années 1960, Marcel Trudel prend publiquement position contre le nationalisme québécois et l'indépendance du Québec, y voyant une rupture sociohistorique avec les autres communautés francophones du Canada, un morcellement des francophones sur le continent nord-américain et un déni de la dualité historique entre francophones et anglophones qui a façonné le Canada. Il maintiendra ces positions tout au long de sa vie.

### Professeur à Ottawa
En 1965, il enseigne à l'Université Carleton, où il réorganise « l'Institute of Canadian Studies ». Dès 1966, il est professeur et jusqu'en 1968 directeur du département d'histoire à l'Université d'Ottawa. Il y contribue, sans entrave, à faire de l'histoire une véritable science et toute une génération d'historiens lui doivent à la fois leur vocation et leur formation.
D'Ottawa, il continue à participer activement à diverses entreprises de publication : il est directeur-fondateur de la revue « Histoire sociale », directeur des collections « Fleur-de-Lys » et « Histoire de la Nouvelle France » aux Éditions Fides, de la collection « Documents d'histoire » aux Éditions Hurtubise, et il met sur pied la section française du « Dictionnaire biographique du Canada », comme directeur général adjoint du premier volume, qui paraît en 1966.
Il est, également, président de la Société d'histoire du Canada, 1963-1964 et du Mouvement laïc de langue française à Québec, 1962-65 (quand il vivait à Québec); membre de la Commission des lieux et monuments historiques du Canada, 1963-1969; président du Conseil des arts du Québec à partir de 1965; président de l'Institut d'histoire de l'Amérique française, 1972-1973.
Puis, il est nommé « professeur émérite » de l'Université d'Ottawa à sa retraite en 1982, à l'âge de 65 ans.

### Professeur émérite, retraité
Marcel Trudel occupe sa retraite en écrivant et publiant plusieurs autres ouvrages, dont (en 1999) le dixième et ultime tome de son Histoire de la Nouvelle-France (commencée en 1955), Le régime militaire et la disparition de la Nouvelle-France, 1759-1764, et sa série de 5 tomes (2001-2010) de Mythes et réalités dans l'histoire du Québec, et en présentant des conférences à l'Université des aînés, à partir de 1993. En 1987, il publie ses mémoires sous le titre de Mémoires d'un autre siècle.
En 2004, avec la collaboration de Micheline D'Allaire, Marcel Trudel réédite son livre L'esclavage au Canada français ; histoire et conditions de l'esclavage sous le titre de Deux siècles d'esclavage au Québec. Dans cette deuxième édition, Trudel expurge les termes péjoratifs qu'il utilisait parfois pour parler des esclaves dans la première édition de 1960. Ces mots sont toutefois conservés tels quels quand les documents historiques les emploient de manière volontairement négative. 
Marcel Trudel, devenu « doyen des historiens canadiens », meurt le 11 janvier 2011 à l'âge de 93 ans, à Longueuil, d'un cancer généralisé. Il est inhumé avec ses parents adoptifs dans le cimetière de Saint-Narcisse-de-Champlain, après une cérémonie laïque en présence du maire de la municipalité, Guy Veillette, et de l'historien et sociologue Gérard Bouchard.